# Zeuxevania tenuistilus
Zeuxevania tenuistilus är en stekelart som beskrevs av Günther Enderlein 1903. Zeuxevania tenuistilus ingår i släktet Zeuxevania och familjen hungersteklar. Inga underarter finns listade i Catalogue of Life.